# 温补振荡器
温补振荡器（简称TCXO）是能在较宽的温度范围内工作且频率稳定性较高的频率发生器，它通过内置温度补偿系统来进行自动调节，而达到频率的稳定。

## 参看
- 振荡器
- 电子元件